# ツール・ド・フランス1985
| 第72回 ツール・ド・フランス 1985 | 第72回 ツール・ド・フランス 1985   |
| -------------------------------- | ---------------------------------- |
| 全行程                           | 22区間, 4128 km                    |
| 総合優勝                         | ベルナール・イノー 113時間24分23秒 |
| 2位                              | グレッグ・レモン +1分42秒          |
| 3位                              | ステファン・ロッシュ +4分29秒      |
| 4位                              | ショーン・ケリー +6分26秒          |
| 5位                              | フィル・アンダーソン +7分44秒      |
| ポイント賞                       | ショーン・ケリー 434ポイント       |
| 2位                              | グレッグ・レモン 332ポイント.      |
| 3位                              | ステファン・ロッシュ 279ポイント.  |
| 山岳賞                           | ルイス・エレラ 440ポイント.        |
| 2位                              | ペドロ・デルガド 274ポイント.      |
| 3位                              | ロバート・ミラー 270ポイント.      |
| 新人賞                           | ファビオ・パラ 113時間37分58秒     |
| チーム優勝                       | ラ・ヴィ・クレール                 |

ツール・ド・フランス1985は、ツール・ド・フランスとしては72回目の大会。1985年6月28日から7月21日まで、全22ステージで行われた。

## みどころ
1983年、1984年と2年連続で当大会総合優勝を果たしたローラン・フィニョンが足の故障を理由に欠場。戦わずして総合3連覇の夢が潰えた。
対して前年の当大会でフィニョンに完敗を喫した王者・ベルナール・イノーは、この年のジロ・デ・イタリアで3度目の総合優勝を果たし復活をアピール。そしてジャック・アンクティル、エディ・メルクスと並ぶ、当大会史上最多タイとなる5度目の総合優勝を目指すとともに、所属するラ・ヴィ・クレールのチームメイトである、グレッグ・レモンという心強い味方を得ていたこともあり、戦前の下馬評では大本命に推された。

## 今大会の概要
イノーは、プロローグのタイムトライアルで早くもマイヨ・ジョーヌを奪い、その後も優位にステージを進めた。また、総合2位にはレモンがつけるが、第16ステージを終わってイノーがレモンに4分の差をつけていた。
しかしイノーは第14ステージのゴール前で落車して鼻を骨折しており、第17ステージではレモンとの差は2分25秒差にまで縮まり、俄然、レモンにも総合優勝のチャンスが巡ってきた。イノーの体調次第では、リーダーをレモンに譲る可能性すら出てきたが、イノーの5度目の総合制覇にかける情熱はすさまじく、そのままレモンはイノーのアシスト役に徹することになった。
結局イノーがレモンに最後は1分42秒差にまで縮められるも5度目の総合優勝を果たすとともに、2度目のツール、ジロのダブルツール制覇も果たした。また大会終了後イノーは来年の当大会はレモンに優勝させると明言した。

## NHKで初めて紹介された大会
今大会はNHKで初めて紹介されたツール・ド・フランスの大会である。これ以前は自転車雑誌ぐらいでしか日本ではツール・ド・フランスは紹介されたことがなかった。サンデースポーツスペシャルという日曜日に放送されていたスポーツワイドショー番組で1週間のダイジェストが放送された他、大会終了後には総集編も放映された。また、NHKが取り上げたことにより、一躍、ツール・ド・フランスの名が日本全国に広まることになり、ある意味、日本人にとっては歴史的な大会となった。

## 総合成績
| 順位 | 選手名                 | 国籍           | チーム                 | 時間         |
| ---- | ---------------------- | -------------- | ---------------------- | ------------ |
| 1    | ベルナール・イノー     | フランス       | ラ・ヴィ・クレール     | 113h 24' 23" |
| 2    | グレッグ・レモン       | アメリカ合衆国 | ラ・ヴィ・クレール     | 1' 42"       |
| 3    | ステファン・ロッシュ   | アイルランド   | ラ・レドーテ           | 4' 29"       |
| 4    | ショーン・ケリー       | アイルランド   | スキル                 | 6' 26"       |
| 5    | フィル・アンダーソン   | オーストラリア | パナソニック           | 7' 44"       |
| 6    | ペドロ・デルガド       | スペイン       | レイノルズ             | 11' 53"      |
| 7    | ルイス・エレラ         | コロンビア     | カフェ・ド・コロンビア | 12' 53"      |
| 8    | ファビオ・パラ         | コロンビア     | カフェ・ド・コロンビア | 13' 35"      |
| 9    | エドゥアルド・チョザス | スペイン       | レイノルズ             | 13' 56"      |
| 10   | スティーブ・バウアー   | カナダ         | ラ・ヴィ・クレール     | 14' 57"      |

### マイヨ・ジョーヌ保持者
| 選手名                     | 国籍       | 首位区間             |
| -------------------------- | ---------- | -------------------- |
| ベルナール・イノー         | フランス   | プロローグ。第8-最終 |
| エリック・バンデレールデン | ベルギー   | 第1-第3              |
| キム・アンデルセン         | デンマーク | 第4-第7              |